# 广州市医院列表
广州市各医疗机构由广州市卫生健康委员会准入并负责许可医疗机构的执业、科目增加，医疗机构的执业行为受属地区级卫生行政部门委托的卫生监督机构监管。
按照主管部门分类，这些医疗机构可分为国家卫生健康委员会直属（管）医院（如中山大学附属第一医院）、广东省卫生健康委员会直属（管）医院（如广东省人民医院）、广州市卫生健康委员会直属（管）医院（如广州市第一人民医院）、区级卫生健康委直属（管）单位（如广州市白云区人民医院）以及军队医院（如中国人民解放军南部战区总医院）。一些政府举办医院的医院有多个分支医院、门诊部、社区健康服务中心，同一个医疗机构的分支机构可以分布在广州市的不同行政区，如中山大学附属第一医院在越秀区、南沙区均有分支下属的住院部、门诊部。
按照国家卫生健康委员会印发的《三级医院评审标准（2022年版）》及其实施细则的要求，广州提供了住院服务的医疗机构可分类为三级医院、二级医院、一级医院。一般而言，市政府直接注资的医院多为三级甲等医院，各区政府兴办的医院一般为二级医院。
以下是广州市的医院及其他医疗设施列表。

## 概况
广州市是广东省医疗资源最为丰富的城市。据广州市卫生健康委员会、广州市统计局公布的数据，截至2023年底，全市拥有医疗卫生机构6677家，医院331家，妇幼保健机构12家，专科疾病防治院（所、站）7家，床位117071张，卫生工作人员247839人（其中执业（助理）医师71850人，注册护士95097人）。

## 公立医院

### 越秀区
| 医院名称（别称、加挂牌子、保留名称）                            | 地址                    | 医院等级       | 医院性质                 | 主管部门                              | 备注                                                                          |
| --------------------------------------------------------------- | ----------------------- | -------------- | ------------------------ | ------------------------------------- | ----------------------------------------------------------------------------- |
| 中山大学附属第一医院院本部                                      | 越秀区中山二路58号      | 三级甲等医院   | 综合医院                 | 国家卫生健康委员会 中山大学中山医学院 | 含院本部、南沙院区，注册地在越秀区 原中山医科大学附属第一医院                 |
| 中山大学孙逸仙纪念医院北院区 （中山大学附属第二医院北院区）     | 越秀区沿江西路107号     | 三级甲等医院   | 综合医院                 | 国家卫生健康委员会 中山大学中山医学院 | 含北院区、南院区、花都院区，注册地在越秀区 原中山医科大学孙逸仙纪念医院       |
| 中山大学肿瘤防治中心越秀院区 （中山大学附属肿瘤医院越秀院区）   | 越秀区东风东路651号     | 三级甲等医院   | 肿瘤专科医院             | 国家卫生健康委员会 中山大学中山医学院 | 含越秀院区、黄埔院区，注册地在越秀区 原中山医科大学肿瘤防治中心               |
| 中山大学中山眼科中心区庄院区 （中山大学附属眼科医院区庄院区）   | 越秀区先烈南路54号      | 三级甲等医院   | 眼科医院                 | 国家卫生健康委员会 中山大学中山医学院 | 含区庄院区、珠江新城院区，注册地在越秀区 原中山医科大学中山眼科中心           |
| 中山大学附属口腔医院院本部                                      | 越秀区陵园西路56号      | 三级甲等医院   | 口腔医院                 | 国家卫生健康委员会 中山大学中山医学院 | 含院本部、珠江新城门诊、东圃分院，注册地在越秀区 原中山医科大学附属口腔医院   |
| 广东省妇幼保健院越秀院区                                        | 越秀区广园西路13号      | 三级甲等医院   | 妇幼保健院               | 广东省卫生健康委员会                  | 含番禺院区、越秀院区、天河院区，注册地在越秀区                                |
| 广东省生殖医院 （广东省生殖科学研究所）                         | 越秀区梅东路17号        | 三级未定等医院 | 生殖医院                 | 广东省卫生健康委员会                  |                                                                               |
| 南方医科大学附属广东省人民医院东川院区 （广东省医学科学院）     | 越秀区中山二路106号     | 三级甲等医院   | 综合医院                 | 广东省卫生健康委员会                  | 含东川院区、惠福分院、英东门诊、东病区门诊 注册地在越秀区                     |
| 南方医科大学附属广东省人民医院惠福分院 （广东省精神卫生研究所） | 越秀区惠福西路123号     | 三级甲等医院   | 综合医院                 | 广东省卫生健康委员会                  | 含东川院区、惠福分院、英东门诊、东病区门诊 注册地在越秀区                     |
| 南方医科大学附属广东省人民医院英东门诊 （广东省心血管研究所）   | 越秀区东川路96号        | 三级甲等医院   | 综合医院                 | 广东省卫生健康委员会                  | 含东川院区、惠福分院、英东门诊、东病区门诊 注册地在越秀区                     |
| 南方医科大学附属广东省人民医院东病区 （广州市老年医学研究所）   | 越秀区中山二路蟾蜍岗3号 | 三级甲等医院   | 综合医院                 | 广东省卫生健康委员会                  | 含东川院区、惠福分院、英东门诊、东病区门诊 注册地在越秀区                     |
| 广东省第二中医院总院 （广州中医药大学附属广东省第二中医院）     | 越秀区恒福路60号        | 三级甲等医院   | 中医（综合）医院         | 广东省中医药局                        | 含总院、白云院区、黄埔院区、五山门诊、淘金门诊、麓景东门诊 注册地在越秀区     |
| 南方医科大学口腔医院海珠广场院区 （广东省口腔医院海珠广场院区） | 越秀区泰康路178-180号   | 三级甲等医院   | 口腔医院                 | 广东省卫生健康委员会 南方医科大学     | 含总院、番禺院区、海珠广场院区、盘福院区 注册地在海珠区                       |
| 南方医科大学口腔医院盘福院区 （广东省口腔医院盘福院区）         | 越秀区盘福路33-35号     | 三级甲等医院   | 口腔医院                 | 广东省卫生健康委员会 南方医科大学     | 含总院、番禺院区、海珠广场院区、盘福院区 注册地在海珠区                       |
| 南方医科大学皮肤病医院 （广东省皮肤病医院）                     | 越秀区麓景路2号         | 三级甲等医院   | 皮肤病医院               | 广东省卫生健康委员会 南方医科大学     |                                                                               |
| 广东药科大学附属第一医院农林本部                                | 越秀区农林下路19号      | 三级甲等医院   | 综合医院                 | 广东省卫生健康委员会 广东药科大学     | 原广州铁路中心医院                                                            |
| 广东药科大学附属第一医院共和院区                                | 越秀区共和西横路1号     | 三级甲等医院   | 综合医院                 | 广东省卫生健康委员会 广东药科大学     | 原广州铁路中心医院                                                            |
| 广东省中医院总院 （广州中医药大学第二附属医院总院）             | 越秀区大德路111号       | 三级甲等医院   | 中医（综合）医院         | 广东省中医药局 广州中医药大学         | 含大德路总院、二沙岛医院、芳村医院、大学城医院、琶洲医院门诊部 注册地在荔湾区 |
| 广东省中医院二沙岛医院 （广州中医药大学第二附属医院二沙岛医院） | 越秀区二沙岛大通路261号 | 三级甲等医院   | 中医（综合）医院         | 广东省中医药局 广州中医药大学         | 含大德路总院、二沙岛医院、芳村医院、大学城医院、琶洲医院门诊部 注册地在荔湾区 |
| 广州医科大学附属第一医院沿江院区                                | 越秀区沿江西路151号     | 三级甲等医院   | 综合医院                 | 广州市卫生健康委员会 广州医科大学     | 含沿江院区、海印院区、大坦沙院区、花地湾院区 注册地在越秀区                   |
| 广州医科大学附属口腔医院越秀院区                                | 越秀区东风西路195号     | 三级甲等医院   | 口腔医院                 | 广州市卫生健康委员会 广州医科大学     | 含越秀院区、荔湾院区、东晓南门诊部、克山门诊部、机务段门诊部 注册地在荔湾区   |
| 广州医科大学附属肿瘤医院                                        | 越秀区横枝岗路78号      | 三级甲等医院   | 肿瘤医院                 | 广州市卫生健康委员会 广州医科大学     |                                                                               |
| 中国人民解放军南部战区总医院                                    | 越秀区流花路111号       | 三级甲等医院   | 军队综合医院             | 中国人民解放军桂林联勤保障中心        | 原广州军区广州总医院，2018年深化国防和军队改革更为现名                        |
| 中国人民解放军南部战区空军医院                                  | 越秀区东风东路801号     | 三级甲等医院   | 军队综合医院             | 中国人民解放军南部战区空军            | 原解放军第四五八医院，2018年深化国防和军队改革更为现名                        |
| 广州市第一人民医院总院 （华南理工大学附属第二医院总院）         | 越秀区盘福路1号         | 三级甲等医院   | 综合医院                 | 广州市卫生健康委员会                  | 含总院、鹤洞分院、南沙医院，注册地在越秀区                                    |
| 广州医科大学附属妇女儿童医疗中心儿童医院院区                    | 越秀区人民中路318号     | 三级甲等医院   | 妇幼保健院               | 广州市卫生健康委员会                  | 含儿童医院院区、妇婴医院院区、珠江新城院区、增城院区、白云院区 注册地在越秀区 |
| 广州医科大学附属妇女儿童医疗中心妇婴医院院区                    | 越秀区人民中路402号     | 三级甲等医院   | 妇幼保健院               | 广州市卫生健康委员会                  | 含儿童医院院区、妇婴医院院区、珠江新城院区、增城院区、白云院区 注册地在越秀区 |
| 广州市胸科医院                                                  | 越秀区横枝岗路62号      | 三级未定等医院 | 胸科医院                 | 广州市卫生健康委员会                  |                                                                               |
| 广州市皮肤病医院 （广州市皮肤病防治所）                         | 越秀区恒福路56号        | 三级未定等医院 | 皮肤病防治所（站、中心） | 广州市卫生健康委员会                  |                                                                               |
| 广州市白云区妇幼保健院广园院区                                  | 越秀区广园西路344号     | 三级未定等医院 | 妇幼保健院               | 广州市白云区卫生健康局                | 含广园院区、机场路院区、三元院区 注册地在白云区                               |
| 广州市越秀区儿童医院                                            | 越秀区大南路130号       | 二级未定等医院 | 儿童医院                 | 广州市越秀区卫生健康局                |                                                                               |
| 广州市越秀区妇幼保健院越华路院区                                | 越秀区越华路50号        | 二级甲等医院   | 妇幼保健院               | 广州市越秀区卫生健康局                |                                                                               |
| 广州市越秀区妇幼保健院东山院区                                  | 越秀区东皋大道6号       | 二级甲等医院   | 妇幼保健院               | 广州市越秀区卫生健康局                |                                                                               |
| 广州市正骨医院                                                  | 越秀区东风中路449号     | 二级甲等医院   | 中医专科医院             | 广州市越秀区卫生健康局                |                                                                               |
| 广州市越秀区中医医院                                            | 越秀区正南路6号         | 二级甲等医院   | 中医（综合）医院         | 广州市越秀区卫生健康局                | 2008年11月广州市越秀区第一人民医院并入                                        |
| 广州市越秀区骨伤康复医院 （广州市越秀区第二中医医院）           | 越秀区越秀南路124号     | 二级未定等医院 | 中医专科医院             | 广州市越秀区卫生健康局                |                                                                               |

### 荔湾区
| 医院名称（别称、加挂牌子、保留名称）                                | 地址                       | 医院等级       | 医院性质         | 主管部门                          | 备注                                                                          |
| ------------------------------------------------------------------- | -------------------------- | -------------- | ---------------- | --------------------------------- | ----------------------------------------------------------------------------- |
| 广州医科大学附属第一医院大坦沙院区                                  | 荔湾区桥中中路28号         | 三级甲等医院   | 综合医院         | 广州市卫生健康委员会 广州医科大学 | 含沿江院区、海印院区、大坦沙院区 注册地在越秀区                               |
| 广州医科大学附属第三医院荔湾院区                                    | 荔湾区多宝路63号           | 三级甲等医院   | 综合医院         | 广州市卫生健康委员会 广州医科大学 | 含荔湾院区、黄埔院区，注册地在荔湾区                                          |
| 广州医科大学附属口腔医院荔湾院区                                    | 荔湾区黄沙大道31、39、59号 | 三级甲等医院   | 口腔医院         | 广州市卫生健康委员会 广州医科大学 | 含越秀院区、荔湾院区、东晓南门诊部、克山门诊部、机务段门诊部                  |
| 广州医科大学附属脑科医院 （广州市精神卫生中心）                     | 荔湾区明心路36号           | 三级甲等医院   | 精神病医院       | 广州市卫生健康委员会              |                                                                               |
| 广州医科大学附属中医医院珠玑院区                                    | 荔湾区珠玑路16号           | 三级甲等医院   | 中医（综合）医院 | 广州市卫生健康委员会              | 含珠玑院区、天河院区、同德围院区、同德门诊部、五羊门诊部 注册地在荔湾区       |
| 广州市第一人民医院鹤洞分院 （华南理工大学附属第二医院鹤洞分院）     | 荔湾区花地大道中30-32号    | 三级甲等医院   | 综合医院         | 广州市卫生健康委员会              | 含总院、鹤洞分院、南沙医院，注册地在越秀区                                    |
| 广州中医药大学第三附属医院总院                                      | 荔湾区龙溪大道261-263号    | 三级甲等医院   | 骨科医院         | 广东省中医药局 广州中医药大学     | 含总院、骨伤科分院、芳村分院，注册地在荔湾区                                  |
| 广州中医药大学第三附属医院芳村分院                                  | 荔湾区芳信路131号          | 三级甲等医院   | 骨科医院         | 广东省中医药局 广州中医药大学     | 含总院、骨伤科分院、芳村分院，注册地在荔湾区                                  |
| 广东省中医院芳村医院 （广州市慈善医院）                             | 荔湾区花地涌岸街36号       | 三级甲等医院   | 中医（综合）医院 | 广东省中医药局 广州中医药大学     | 含大德路总院、二沙岛医院、芳村医院、大学城医院、琶洲医院门诊部 注册地在荔湾区 |
| 广东省广州监狱医院                                                  | 荔湾区西村南京路14号       | 未定等医院     | 综合医院         | 广东省卫生健康委员会 广东省司法厅 |                                                                               |
| 广州市荔湾中心医院花地湾院区 （广州医科大学附属第一医院花地湾院区） | 荔湾区花地大道中3号        | 三级未定等医院 | 综合医院         | 广州市荔湾区卫生健康局            | 广州医科大学附属第一医院托管部分科室                                          |
| 广州市荔湾中心医院鹤洞院区                                          | 荔湾区鹤洞路124号          | 三级未定等医院 | 综合医院         | 广州市荔湾区卫生健康局            |                                                                               |
| 广州市荔湾中心医院荔枝湾院区                                        | 荔湾区荔湾路35号           | 三级未定等医院 | 综合医院         | 广州市荔湾区卫生健康局            |                                                                               |
| 广州市荔湾区中医医院长寿院区                                        | 荔湾区长寿西路5号          | 二级甲等医院   | 中医（综合）医院 | 广州市荔湾区卫生健康局            |                                                                               |
| 广州市荔湾区中医医院广雅院区                                        | 荔湾区广雅路142号          | 二级甲等医院   | 中医（综合）医院 | 广州市荔湾区卫生健康局            |                                                                               |
| 广州市荔湾区妇幼保健院                                              | 荔湾区东漖南路238号        | 二级甲等医院   | 妇幼保健院       | 广州市荔湾区卫生健康局            |                                                                               |
| 广州市荔湾区口腔医院                                                | 荔湾区中山七路土兴巷27号   | 未定级医院     | 口腔医院         | 广州市荔湾区卫生健康局            |                                                                               |
| 广州市荔湾区骨伤科医院                                              | 荔湾区文昌北路235号        | 二级甲等医院   | 中医专科医院     | 广州市荔湾区卫生健康局            |                                                                               |

### 海珠区
| 医院名称（别称、加挂牌子、保留名称）                                | 地址                        | 医院等级       | 医院性质         | 主管部门                                  | 备注                                                                    |
| ------------------------------------------------------------------- | --------------------------- | -------------- | ---------------- | ----------------------------------------- | ----------------------------------------------------------------------- |
| 中山大学孙逸仙纪念医院南院区 （中山大学附属第二医院南院区）         | 海珠区盈丰路33号            | 三级甲等医院   | 综合医院         | 国家卫生健康委员会 中山大学中山医学院     | 含北院区、南院区、花都院区，注册地在越秀区 原中山医科大学孙逸仙纪念医院 |
| 广东省第二人民医院琶洲院区 （广东省应急医院琶洲院区）               | 海珠区新港中路466号         | 三级甲等医院   | 综合医院         | 广东省卫生健康委员会                      | 含琶洲院区、民航院区，注册地在海珠区                                    |
| 南方医科大学珠江医院                                                | 海珠区工业大道中253号       | 三级甲等医院   | 综合医院         | 广东省卫生健康委员会 南方医科大学         |                                                                         |
| 南方医科大学口腔医院总院 （广东省口腔医院总院）                     | 海珠区江南大道南366号       | 三级甲等医院   | 口腔医院         | 广东省卫生健康委员会 南方医科大学         | 含总院、番禺院区、海珠广场院区、盘福院区                                |
| 南方医科大学中西医结合医院                                          | 海珠区石榴岗路13号          | 三级甲等医院   | 中西医结合医院   | 广东省中医药局 南方医科大学               |                                                                         |
| 广州中医药大学第三附属医院骨伤科分院                                | 海珠区江南西路青竹大街22号  | 三级甲等医院   | 骨科医院         | 广东省中医药局 广州中医药大学             | 含总院、骨伤科分院、芳村分院，注册地在荔湾区                            |
| 广东省职业病防治院                                                  | 海珠区新港西路海康街68号    | 三级甲等医院   | 职业病防治院     | 广东省卫生健康委员会                      |                                                                         |
| 广州医科大学附属第二医院昌岗院区                                    | 海珠区昌岗东路250号         | 三级甲等医院   | 综合医院         | 广州市卫生健康委员会 广州医科大学         | 含昌岗园区、西院区、番禺院区，注册地在海珠区                            |
| 广州医科大学附属第二医院西院区                                      | 海珠区广纸路21号            | 三级甲等医院   | 综合医院         | 广州市卫生健康委员会 广州医科大学         | 含昌岗园区、西院区、番禺院区，注册地在海珠区                            |
| 广州市红十字会医院总院 （暨南大学附属广州红十字会医院总院）         | 海珠区同福中路296号         | 三级甲等医院   | 综合医院         | 广州市卫生健康委员会                      |                                                                         |
| 广州市红十字会医院昌岗分院 （暨南大学附属广州红十字会医院昌岗分院） | 海珠区昌岗中路73号          | 三级甲等医院   | 综合医院         | 广州市卫生健康委员会                      |                                                                         |
| 中国人民解放军陆军第七十四集团军医院总院                            | 海珠区新港中路468号         | 三级甲等医院   | 军队综合医院     | 中国人民解放军陆军第七十四集团军          |                                                                         |
| 广东省第一荣军优抚医院                                              | 海珠区新港西路114号         | 二级甲等医院   | 康复医院         | 广东省卫生健康委员会 广东省退役军人事务厅 |                                                                         |
| 广东省社会福利服务中心 （广东江南医院）                             | 海珠区敦和路3号             | 二级未定等医院 | 康复医院         | 广东省卫生健康委员会 广东省民政厅         |                                                                         |
| 广州市海珠区中医医院 （广州市海珠区第一人民医院）                   | 海珠区前进路南园新村1号之一 | 二级甲等医院   | 中医（综合）医院 | 广州市海珠区卫生健康局                    |                                                                         |
| 广州市海珠区口腔医院总院                                            | 海珠区江南大道北11号        | 二级未定等医院 | 口腔医院         | 广州市海珠区卫生健康局                    |                                                                         |
| 广州市海珠区口腔医院西院区                                          | 海珠区革新路26号            | 二级未定等医院 | 口腔医院         | 广州市海珠区卫生健康局                    |                                                                         |
| 广州市海珠区妇幼保健院                                              | 海珠区江南西路杏园大街15号  | 二级甲等医院   | 妇幼保健院       | 广州市海珠区卫生健康局                    |                                                                         |

### 天河区
| 医院名称（别称、加挂牌子、保留名称）                              | 地址                        | 医院等级       | 医院性质         | 主管部门                                | 备注                                                                          |
| ----------------------------------------------------------------- | --------------------------- | -------------- | ---------------- | --------------------------------------- | ----------------------------------------------------------------------------- |
| 中山大学附属第三医院院本部                                        | 天河区天河路600号           | 三级甲等医院   | 综合医院         | 国家卫生健康委员会 中山大学中山医学院   | 含院本部、岭南医院，注册地在天河区                                            |
| 中山大学附属第六医院金融城院区 （广东省胃肠肛门医院金融城院区）   | 天河区员村二横路26号        | 三级甲等医院   | 综合医院         | 国家卫生健康委员会 中山大学中山医学院   |                                                                               |
| 中山大学附属第六医院北院区 （广东省胃肠肛门医院北院区）           | 天河区瘦狗岭路17号          | 三级甲等医院   | 综合医院         | 国家卫生健康委员会 中山大学中山医学院   |                                                                               |
| 中山大学附属口腔医院东圃分院                                      | 天河区东圃大马路3号         | 三级甲等医院   | 口腔医院         | 国家卫生健康委员会 中山大学中山医学院   | 含院本部、珠江新城门诊、东圃分院，注册地在越秀区                              |
| 中山大学中山眼科中心珠江新城院区                                  | 天河区金穗路7号             | 三级甲等医院   | 眼科医院         | 国家卫生健康委员会 中山大学中山医学院   |                                                                               |
| 暨南大学附属第一医院暨大总院 （广州华侨医院暨大总院）             | 天河区黄埔大道西613号       | 三级甲等医院   | 综合医院         | 广东省卫生健康委员会 暨南大学医学院     |                                                                               |
| 暨南大学附属第一医院东圃院区 （广州华侨医院东圃院区）             | 天河区中山大道中245号       | 三级甲等医院   | 综合医院         | 广东省卫生健康委员会 暨南大学医学院     |                                                                               |
| 南方医科大学第三附属医院 （广东省骨科医院）                       | 天河区中山大道西183号       | 三级甲等医院   | 综合医院         | 广东省卫生健康委员会 南方医科大学       |                                                                               |
| 广东省妇幼保健院天河院区                                          | 天河区沙太南路163号         | 三级甲等医院   | 妇幼保健院       | 广东省卫生健康委员会                    | 含番禺院区、越秀院区、天河院区，注册地在越秀区                                |
| 广州医科大学附属市十二医院天河总院 （广州市职业病防治院天河总院） | 天河区黄埔大道西天强路1号   | 三级甲等医院   | 综合医院         | 广州市卫生健康委员会                    |                                                                               |
| 广州医科大学附属中医医院天河院区                                  | 天河区天坤三路95号          | 三级甲等医院   | 中医（综合）医院 | 广州市卫生健康委员会                    | 含珠玑院区、天河院区、同德围院区、同德门诊部、五羊门诊部 注册地在荔湾区       |
| 广州医科大学附属妇女儿童医疗中心珠江新城院区                      | 天河区金穗路9号             | 三级甲等医院   | 妇幼保健院       | 广州市卫生健康委员会                    | 含儿童医院院区、妇婴医院院区、珠江新城院区、增城院区、白云院区 注册地在越秀区 |
| 中国人民武装警察部队广东省总队医院                                | 天河区燕岭路268号           | 三级甲等医院   | 军队综合医院     | 中国人民武装警察部队广东省总队          |                                                                               |
| 广州市白云区人民医院沙河院区                                      | 天河区广州大道中1305号      | 三级甲等医院   | 综合医院         | 广州市白云区卫生健康局                  | 含黄石院区、沙河院区 注册地在白云区                                           |
| 广州市残疾人康复中心 （广州博爱医院）                             | 天河区龙口西路375号         | 未定级医院     | 康复医院         | 广州市卫生健康委员会 广州市残疾人联合会 |                                                                               |
| 广州市社会福利院康复医院                                          | 天河区沙河龙眼洞龙湖路233号 | 未定级医院     | 康复医院         | 广州市卫生健康委员会 广州市民政局       |                                                                               |
| 广州市工人疗养院 （广州市岭南老年病医院）                         | 天河区天源路1121号          | 未定级医院     | 疗养院           | 广州市卫生健康委员会 广州市总工会       |                                                                               |
| 广东燕岭医院 （广东省第二人民医院天河医院）                       | 天河区粤垦路533号           | 二级未定等医院 | 综合医院         | 广东省卫生健康委员会 广东省农垦总局     |                                                                               |
| 广州市天河区人民医院                                              | 天河区东圃大马路13号        | 二级未定等医院 | 综合医院         | 广州市天河区卫生健康局                  |                                                                               |
| 广州市天河区中医医院                                              | 天河区黄埔大道中棠石路9号   | 二级甲等医院   | 中医（综合）医院 | 广州市天河区卫生健康局                  |                                                                               |
| 广州市天河区妇幼保健院院本部                                      | 天河区天河北路367号         | 二级甲等医院   | 妇幼保健院       | 广州市天河区卫生健康局                  |                                                                               |
| 广州市天河区妇幼保健院龙口西分院                                  | 天河区龙口西路31号          | 二级甲等医院   | 妇幼保健院       | 广州市天河区卫生健康局                  |                                                                               |

### 白云区
| 医院名称（别称、加挂牌子、保留名称）                      | 地址                                    | 医院等级       | 医院性质         | 主管部门                                        | 备注                                                                      |
| --------------------------------------------------------- | --------------------------------------- | -------------- | ---------------- | ----------------------------------------------- | ------------------------------------------------------------------------- |
| 南方医科大学南方医院                                      | 白云区广州大道北1838号                  | 三级甲等医院   | 综合医院         | 广东省卫生健康委员会 南方医科大学               |                                                                           |
| 广东省第二人民医院民航院区 （广东省应急医院民航院区）     | 白云区机场路290号                       | 三级甲等医院   | 综合医院         | 广东省卫生健康委员会                            | 含琶洲院区、民航院区，注册地在海珠区                                      |
| 广东省第二中医院白云院区                                  | 白云区景云路38号                        | 三级甲等医院   | 中医（综合）医院 | 广东省中医药局                                  | 含总院、白云院区、黄埔院区、五山门诊、淘金门诊、麓景东门诊 注册地在越秀区 |
| 广东省监狱中心医院                                        | 白云区石井街石潭西路88、90、92号        | 未定级医院     | 综合医院         | 广东省卫生健康委员会 广东省司法厅               |                                                                           |
| 广东三九脑科医院                                          | 白云区沙太南路578号                     | 三级未定等医院 | 其他专科医院     | 广东省卫生健康委员会                            |                                                                           |
| 广东省工伤康复医院广州院区                                | 白云区启德路68号                        | 三级未定等医院 | 康复医院         | 广东省卫生健康委员会 广东省人力资源和社会保障厅 |                                                                           |
| 广州中医药大学第一附属医院                                | 白云区机场路16号                        | 三级甲等医院   | 综合医院         | 广东省中医药局 广州中医药大学                   |                                                                           |
| 广州市康宁医院 （广州市民政局精神病院）                   | 白云区石门街东秀路143号                 | 三级未定等医院 | 精神病医院       | 广州市卫生健康委员会 广州市民政局               |                                                                           |
| 广州市老年医院                                            | 白云区钟落潭广从十路1288号              | 二级未定等医院 | 其他专科医院     | 广州市卫生健康委员会 广州市民政局               |                                                                           |
| 广州医科大学附属市八医院                                  | 白云区华英路8号                         | 三级甲等医院   | 传染病医院       | 广州市卫生健康委员会                            |                                                                           |
| 广州市白云区人民医院黄石院区                              | 白云区黄石街元下底路23号                | 三级甲等医院   | 综合医院         | 广州市白云区卫生健康局                          | 含黄石院区、沙河院区 注册地在白云区                                       |
| 广州市白云区石井人民医院                                  | 白云区石井街升平前路49号                | 二级未定等医院 | 综合医院         | 广州市白云区卫生健康局                          |                                                                           |
| 广州市白云区太和人民医院 （南方医院太和分院）             | 白云区太和中路53号                      | 三级未定等医院 | 综合医院         | 广州市白云区卫生健康局                          |                                                                           |
| 广州市白云区第二人民医院总院区                            | 白云区江高镇江同路24号                  | 三级未定等医院 | 综合医院         | 广州市白云区卫生健康局                          |                                                                           |
| 广州市白云区第二人民医院高塘院区                          | 白云区交通路10号                        | 三级未定等医院 | 综合医院         | 广州市白云区卫生健康局                          |                                                                           |
| 广州市白云区第三人民医院总院                              | 白云区钟落潭镇竹料管理区竹料大道西109号 | 二级未定等医院 | 综合医院         | 广州市白云区卫生健康局                          |                                                                           |
| 广州市白云区第三人民医院良田分院                          | 白云区广从五路1060号                    | 二级未定等医院 | 综合医院         | 广州市白云区卫生健康局                          |                                                                           |
| 广州市白云区妇幼保健院机场路院区                          | 白云区机场路1128号                      | 三级未定等医院 | 妇幼保健院       | 广州市白云区卫生健康局                          | 含机场路院区、三元里院区、广园院区 注册地在白云区                         |
| 广州市白云区妇幼保健院三元里院区                          | 白云区三元里大道1148号                  | 三级未定等医院 | 妇幼保健院       | 广州市白云区卫生健康局                          | 含机场路院区、三元里院区、广园院区 注册地在白云区                         |
| 广州市白云区中医院 （广州中医药大学第一附属医院白云医院） | 白云区人和镇鹤龙七路2号                 | 三级甲等医院   | 中医（综合）医院 | 广州市白云区卫生健康局                          |                                                                           |

### 黄埔区
| 医院名称（别称、加挂牌子、保留名称）                          | 地址                            | 医院等级       | 医院性质         | 主管部门                                        | 备注                                                                      |
| ------------------------------------------------------------- | ------------------------------- | -------------- | ---------------- | ----------------------------------------------- | ------------------------------------------------------------------------- |
| 中山大学附属第三医院岭南医院                                  | 黄埔区开创大道2693号            | 三级甲等医院   | 综合医院         | 国家卫生健康委员会 中山大学中山医学院           | 含院本部、岭南医院，注册地在天河区                                        |
| 中山大学肿瘤防治中心黄埔院区 （中山大学附属肿瘤医院黄埔院区） | 黄埔区中新广州知识城开阳五路1号 | 三级甲等医院   | 肿瘤医院         | 国家卫生健康委员会 中山大学中山医学院           | 含越秀院区、黄埔院区 注册地在越秀区                                       |
| 广东省第二中医院黄埔院区                                      | 黄埔区萝岗公路街212号           | 三级甲等医院   | 中医（综合）医院 | 广东省中医药局                                  | 含总院、白云院区、黄埔院区、五山门诊、淘金门诊、麓景东门诊 注册地在越秀区 |
| 广东省工人医院 （广东省工人疗养院）                           | 黄埔区长洲街长江路320号         | 二级未定等医院 | 综合医院         | 广东省卫生健康委员会 广东省总工会               |                                                                           |
| 广州医科大学附属第三医院黄埔院区                              | 黄埔区长贤路55号                | 三级甲等医院   | 综合医院         | 广州市卫生健康委员会 广州医科大学               |                                                                           |
| 广州医科大学附属第五医院                                      | 黄埔区港湾路621号               | 三级甲等医院   | 综合医院         | 广州市卫生健康委员会 广州医科大学               |                                                                           |
| 广州市第十一人民医院 （广州市干部和人才健康管理中心）         | 黄埔区长岭路109号               | 二级未定等医院 | 疗养院           | 广州市卫生健康委员会 广州市人力资源和社会保障局 |                                                                           |
| 广州市东升医院 （广州市老年病康复医院）                       | 黄埔区开创大道3016号            | 二级未定等医院 | 康复医院         | 广州市卫生健康委员会 广州市民政局               |                                                                           |
| 广州开发区医院西区院区 （广州市黄埔区人民医院西区院区）       | 广州经济技术开发区友谊路196号   | 三级未定等医院 | 综合医院         | 广州市黄埔区卫生健康局                          |                                                                           |
| 广州开发区医院南岗院区 （广州市黄埔区人民医院南岗院区）       | 黄埔区黄埔东路3762号            | 三级未定等医院 | 综合医院         | 广州市黄埔区卫生健康局                          |                                                                           |
| 广州市黄埔区中医医院                                          | 黄埔区蟹山路3号                 | 二级甲等医院   | 中医（综合）医院 | 广州市黄埔区卫生健康局                          |                                                                           |
| 广州市黄埔区妇幼保健院                                        | 黄埔区中山大道486号             | 未定级医院     | 妇幼保健院       | 广州市黄埔区卫生健康局                          |                                                                           |

### 番禺区
| 医院名称（别称、加挂牌子、保留名称）                                      | 地址                        | 医院等级       | 医院性质         | 主管部门                            | 备注                                                                          |
| ------------------------------------------------------------------------- | --------------------------- | -------------- | ---------------- | ----------------------------------- | ----------------------------------------------------------------------------- |
| 广东省妇幼保健院番禺院区                                                  | 番禺区兴南大道521号         | 三级甲等医院   | 妇幼保健院       | 广东省卫生健康委员会                | 含番禺院区、越秀院区、天河院区，注册地在越秀区                                |
| 南方医科大学口腔医院番禺院区 （广东省口腔医院番禺院区）                   | 番禺区市桥街新艺路12号      | 三级甲等医院   | 口腔医院         | 广东省卫生健康委员会 南方医科大学   | 含总院、番禺院区、海珠广场院区、盘福院区 注册地在海珠区                       |
| 广东省中医院大学城医院                                                    | 番禺区大学城内环西路55号    | 三级甲等医院   | 中医（综合）医院 | 广东省中医药局 广州中医药大学       | 含大德路总院、二沙岛医院、芳村医院、大学城医院、琶洲医院门诊部 注册地在荔湾区 |
| 广州医科大学附属第二医院番禺院区                                          | 番禺区亚运南路63号          | 三级甲等医院   | 综合医院         | 广州市卫生健康委员会 广州医科大学   | 含昌岗园区、西院区、番禺院区，注册地在海珠区                                  |
| 广州市番禺区何贤纪念医院何贤院区 （广东医科大学番禺妇儿医学中心何贤院区） | 番禺区市桥街清河东路2号     | 三级甲等医院   | 妇幼保健院       | 广州市番禺区卫生健康局 广东医科大学 |                                                                               |
| 广州市番禺区何贤纪念医院沙湾院区 （广东医科大学番禺妇儿医学中心沙湾院区） | 番禺区沙湾镇大巷涌路97号    | 三级甲等医院   | 妇幼保健院       | 广州市番禺区卫生健康局 广东医科大学 |                                                                               |
| 广州市番禺区何贤纪念医院康复院区 （广东医科大学番禺妇儿医学中心康复院区） | 番禺区市桥街坑口路110号     | 三级甲等医院   | 妇幼保健院       | 广州市番禺区卫生健康局 广东医科大学 |                                                                               |
| 广州医科大学附属番禺中心医院                                              | 番禺区桥南街福愉东路8号     | 三级甲等医院   | 综合医院         | 广州市番禺区卫生健康局              |                                                                               |
| 广州市番禺区中医院                                                        | 番禺区市桥街桥东路65号      | 三级甲等医院   | 中医（综合）医院 | 广州市番禺区卫生健康局              |                                                                               |
| 广州市番禺区第二人民医院 （广州市番禺区大石人民医院）                     | 番禺区群贤路138号           | 二级甲等医院   | 综合医院         | 广州市番禺区卫生健康局              |                                                                               |
| 广州市番禺区第三人民医院 （广州市番禺区精神卫生中心）                     | 番禺区沙湾镇西环路1991号    | 二级未定等医院 | 精神病医院       | 广州市番禺区卫生健康局              |                                                                               |
| 广州市番禺区第五人民医院 （广州市番禺区钟村医院）                         | 番禺区钟村镇人民路140号     | 二级甲等医院   | 综合医院         | 广州市番禺区卫生健康局              |                                                                               |
| 广州市番禺区第六人民医院 （广州市番禺区南村医院）                         | 番禺区南村镇文明路185号     | 二级甲等医院   | 综合医院         | 广州市番禺区卫生健康局              |                                                                               |
| 广州市番禺区第七人民医院 （广州医科大学附属番禺中心医院医疗集团东院区）   | 番禺区石楼镇人民路149号     | 二级甲等医院   | 综合医院         | 广州市番禺区卫生健康局              |                                                                               |
| 广州市番禺区第八人民医院 （广州市番禺区石碁人民医院）                     | 番禺区石碁镇歧山路4号       | 二级甲等医院   | 综合医院         | 广州市番禺区卫生健康局              |                                                                               |
| 广州市番禺区新造医院                                                      | 番禺区新造镇新新广路24号    | 未定级医院     | 综合医院         | 广州市番禺区卫生健康局              |                                                                               |
| 广州市番禺区市桥医院 （广州医科大学附属第一医院市桥医院）                 | 番禺区市桥街道捷进中路114号 | 二级甲等医院   | 综合医院         | 广州市番禺区卫生健康局              |                                                                               |
| 广州市番禺区化龙医院                                                      | 番禺区化龙镇亭南路27号      | 一级甲等医院   | 综合医院         | 广州市番禺区卫生健康局              |                                                                               |
| 广州市番禺区康复医院 （广州市番禺区健康管理中心）                         | 番禺区禺山西路688号         | 未定级医院     | 康复医院         | 广州市番禺区卫生健康局              |                                                                               |

### 花都区
| 医院名称（别称、加挂牌子、保留名称）                            | 地址                  | 医院等级     | 医院性质       | 主管部门                              | 备注                                                                    |
| --------------------------------------------------------------- | --------------------- | ------------ | -------------- | ------------------------------------- | ----------------------------------------------------------------------- |
| 中山大学孙逸仙纪念医院花都院区 （中山大学附属第二医院花都院区） | 花都区镜湖大道11号    | 三级甲等医院 | 综合医院       | 国家卫生健康委员会 中山大学中山医学院 | 含北院区、南院区、花都院区，注册地在越秀区 原中山医科大学孙逸仙纪念医院 |
| 广州市花都区人民医院                                            | 花都区新华路48号      | 三级甲等医院 | 综合医院       | 广州市花都区卫生健康局                |                                                                         |
| 广州市中西医结合医院                                            | 花都区迎宾大道87号    | 三级甲等医院 | 中西医结合医院 | 广州市花都区卫生健康局                |                                                                         |
| 广州市花都区胡忠医院建设院区 （广州市花都区妇幼保健院建设院区） | 花都区建设路51号      | 三级甲等医院 | 妇幼保健院     | 广州市花都区卫生健康局                |                                                                         |
| 广州市花都区胡忠医院松园院区 （广州市花都区妇幼保健院松园院区） | 花都区松园大道7号     | 三级甲等医院 | 妇幼保健院     | 广州市花都区卫生健康局                |                                                                         |
| 广州市花都区胡忠医院新街院区 （广州市花都区妇幼保健院新街院区） | 花都区工业大道东17号  | 三级甲等医院 | 妇幼保健院     | 广州市花都区卫生健康局                |                                                                         |
| 广州市花都区第二人民医院                                        | 花都区狮岭镇康政路3号 | 二级甲等医院 | 综合医院       | 广州市花都区卫生健康局                |                                                                         |

### 從化區
| 医院名称（别称、加挂牌子、保留名称） | 地址                     | 医院等级       | 医院性质         | 主管部门                          | 备注 |
| ------------------------------------ | ------------------------ | -------------- | ---------------- | --------------------------------- | ---- |
| 南方医科大学第五附属医院             | 从化区从城大道566号      | 三级甲等医院   | 综合医院         | 广东省卫生健康委员会 南方医科大学 |      |
| 广州市从化区中医医院                 | 从化区街口街道镇北路21号 | 二级甲等医院   | 中医（综合）医院 | 广州市从化区卫生健康局            |      |
| 广州市从化区妇幼保健院               | 从化区新城西路76号       | 二级未定等医院 | 妇幼保健院       | 广州市从化区卫生健康局            |      |

### 增城區
| 医院名称（别称、加挂牌子、保留名称）                  | 地址                     | 医院等级     | 医院性质         | 主管部门                          | 备注 |
| ----------------------------------------------------- | ------------------------ | ------------ | ---------------- | --------------------------------- | ---- |
| 广州医科大学附属第四医院 （广州市增城区人民医院）     | 增城区增江街光明东路1号  | 三级甲等医院 | 综合医院         | 广州市卫生健康委员会 广州医科大学 |      |
| 广州医科大学附属妇女儿童医疗中心增城院区              | 增城区增城大道293号      | 三级甲等医院 | 妇幼保健院       | 广州市卫生健康委员会              |      |
| 广州市增城区中心医院 （南方医科大学南方医院增城分院） | 增城区永宁街创新大道28号 | 三级甲等医院 | 综合医院         | 广州市增城区卫生健康局            |      |
| 广州市增城区中医医院                                  | 增城区荔城街道民生路50号 | 三级甲等医院 | 中医（综合）医院 | 广州市增城区卫生健康局            |      |

### 南沙区
| 医院名称（别称、加挂牌子、保留名称）                                    | 地址                               | 医院等级       | 医院性质         | 主管部门                              | 备注                               |
| ----------------------------------------------------------------------- | ---------------------------------- | -------------- | ---------------- | ------------------------------------- | ---------------------------------- |
| 中山大学附属第一医院南沙院区 （中山大学附属第一（南沙）医院）           | 南沙区横沥镇明珠湾起步区横沥岛西侧 | 三级未定等医院 | 综合医院         | 国家卫生健康委员会 中山大学中山医学院 | 含院本部、南沙院区，注册地在越秀区 |
| 广州市第一人民医院南沙医院 （广州市南沙区中心医院）                     | 南沙区丰泽东路105号                | 三级未定等医院 | 综合医院         | 广州市卫生健康委员会                  |                                    |
| 广州市南沙区人民医院                                                    | 南沙区大岗镇兴业路7号              | 二级甲等医院   | 综合医院         | 广州市南沙区卫生健康局                | 原广州市南沙区第六人民医院         |
| 广州市南沙区妇幼保健院                                                  | 南沙区海傍路103号                  | 二级甲等医院   | 妇幼保健院       | 广州市南沙区卫生健康局                |                                    |
| 广州市南沙区第三人民医院 （广州市南沙区公共卫生临床中心、精神卫生中心） | 南沙区横沥镇工业路2号              | 一级甲等医院   | 精神病医院       | 广州市南沙区卫生健康局                |                                    |
| 广州市南沙区中医医院珠江院区                                            | 南沙区珠江街道珠江北路250号        | 二级甲等医院   | 中医（综合）医院 | 广州市南沙区卫生健康局                |                                    |
| 广州市南沙区中医医院黄阁院区                                            | 南沙区黄阁镇麒龙东路131号          | 二级甲等医院   | 中医（综合）医院 | 广州市南沙区卫生健康局                |                                    |

## 民营医院

### 三级甲等民营医院
- 广东祈福医院，成立于2001年，位于广州市番禺区钟村街道鸿福路3号。目前，本院由广东祈福集团有限公司负责管理。

### 三级未定等民营医院
- 广州中医药大学金沙洲医院，成立于2015年4月6日[18]，位于广州市白云区金沙街道礼传东街1号。
- 广州新市医院（广东药科大学附属第三医院[19]、广东药科大学广州复星禅诚医院），成立于2003年10月，位于广州市白云区新市街道新市新街79号之一、之二。目前，本院由上海复星医药（集团）股份有限公司负责管理。
- 广州白云山医院，成立于1982年，位于广州市白云区同和街道云祥路2号。目前，本院由广州医药集团有限公司负责管理。
- 广州曙光美云口腔医院，成立于2023年12月10日[20]，位于广州市白云区三元里街道机场路1号。
- 广州白云精康医院，成立于1993年，设龙归、同和、增城三个院区。龙归院区、同和院区、增城院区位于广州市白云区龙归街道鹤龙五巷2号、广州市白云区同和街道银祥路298号、广州市增城区增江街道工业路17号。目前，本院由广州精康医疗集团有限公司负责管理。
- 广州复大肿瘤医院，成立于2003年，设天河、海珠两个院区。天河院区、海珠院区分别位于广州市天河区棠下街道棠德西路2号、广州市海珠区江海街道聚德中路91、93号。
- 广州泰和肿瘤医院，成立于2021年6月11日[21]，位于广州市黄埔区龙湖街道慈济路9号。
- 广州皇家丽肿瘤医院，成立于2021年5月22日[22]，位于广州市黄埔区龙湖街道慈济路1号。
- 前海人寿广州总医院，成立于2019年10月12日[23][24]，位于广州市增城区荔湖街道新城大道703号。目前，本院由前海人寿保险股份有限公司负责管理。

## 百年医院
广州市拥有百年历史的医院分別是广州市第一人民医院（1899年）、中山大学孙逸仙纪念医院（1835年）、广州医科大学附属第三医院（1899年）、广州医科大学附属第一医院（1903年）、廣州市紅十字會醫院（1904年）、中山大學附屬第一醫院（1910年）、广州医科大学附属脑科医院（1898年）。

### 广州市第一人民医院
广州市第一人民医院的前身是1952年12月31日由广州方便医院（创办于清光绪二十五年，即1899年）和广州市市立医院（创办于清光绪三十七年，即1907年）。1954年2月1日两院合并，更名为“广州市第一人民医院”。

### 中山大学孙逸仙纪念医院
博济医院是1859年由美国传教士在广州长堤开设的医院，其前身为1835年成立的眼科医局。后来成为民国时期著名的百年医院。因孙中山先生曾在该院习医，改名为“中山医学院第二附属医院”，中山医科大学并入中山大学后改为“中山大学附属第二医院”，2010年改为“中山大学孙逸仙纪念医院”，保留“中山大学附属第二医院”的名称。

### 广州医科大学附属第三医院
前身为1899年12月创办的广东女医学堂附属道济医院，后来改名为夏葛医学院附属柔济医院。中华人民共和国成立初期称为私立柔济医院，1954年由广州市卫生局接管，改名为广州市第二人民医院。1994年被评为三级甲等医院，2006年1月改现称。

### 广州医科大学附属第一医院
广医一院始建于1903年由法国人创办的中法韬美医院，1951年3月改名为广州市工人医院，1969年8月改名为广州市第四人民医院，1974年归广州医学院管辖，名为广州医学院附属医院，1981年6月9日改称广州医学院第一附属医院。1993年10月被评为三级甲等医院。2013年随广州医学院改名为广州医科大学更名为广州医科大学附属第一医院。

### 廣州市紅十字會醫院
医院创建于1904年，由马达臣、朱启良等成立红十字会组织，并在广州创办的一所医疗救护机构，1915年隶属中国红十字会广州地区分会。1956年由广州卫生局接管，1968年改名为广州市第五人民医院，1978年恢复原名。目前已建设成为集医、教、研、预防、保健、康复为一体的综合性三级甲等医院，是中山大学中山医学院、广州医学院和广东药学院的教学医院。

### 中山大学附属第一医院
中山大学附属第一医院简称中山一院，创办于1910年，曾名为中山医学院附属第一医院和中山医科大学附属第一医院，2001年中山大学和中山医科大学合并后改为现名。中山一院和其它中大附属医院一样也是被卫生部评定的三级甲等医院。

### 廣州医科大学附属腦科醫院
广州医科大学附属脑科医院（广州市惠爱医院、广州市脑科医院、广州市精神卫生中心）由美国人约翰·克尔（John Kerr）在美国基督教长老会支持下于1898年创办，是中国第一间精神病专科医院，曾用名惠爱医癫院、惠爱医院、克尔氏医院、廣州市第十人民醫院（傻十）。